# Partido Conservador Nacional Católico na Morávia

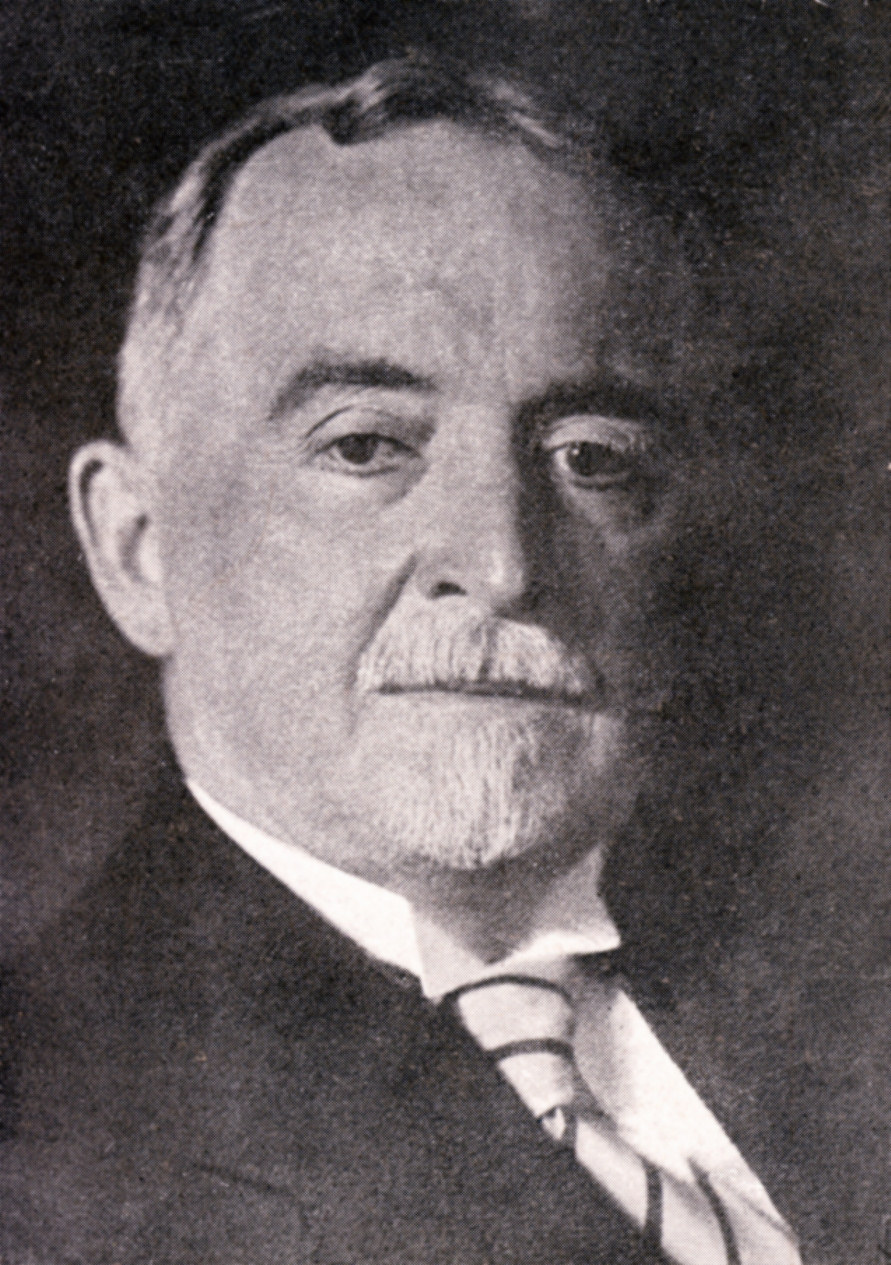
Mořic Hruban

O Partido Conservador Nacional Católico da Morávia ( em tcheco/checo:  Katolicko-národně konzervativní strana na Moravě ), era um partido político católico tcheco na Morávia. O Partido foi fundado por Mořic Hruban, que antes cooperava com o Velho Partido Tcheco. O partido operava em estreita relação como contrapartida do Partido Conservador Nacional Católico na Boêmia. No congresso político de 26 de janeiro de 1919 em Brno, o partido se fundiu com o recém-criado Partido Popular da Checoslováquia. 